# Batalla de Kojima
La batalla de Kojima fue una batalla de las Guerras Genpei a finales de la era Heian de la Historia de Japón, en 1184.
Perseguiendo a los supervivientes que huían del Clan Taira de Ichi-no-Tani, en camino a Yashima, Minamoto no Noriyori se enfrentó y derrotó a sus enemigos en batalla en Kojima. El ataque fue dirigido por Sasaki Moritsuna, quien cruzó a nado con su caballo por un angosto estrecho entre Kojima y Honshū.